# Manjakandriana (Analamanga)

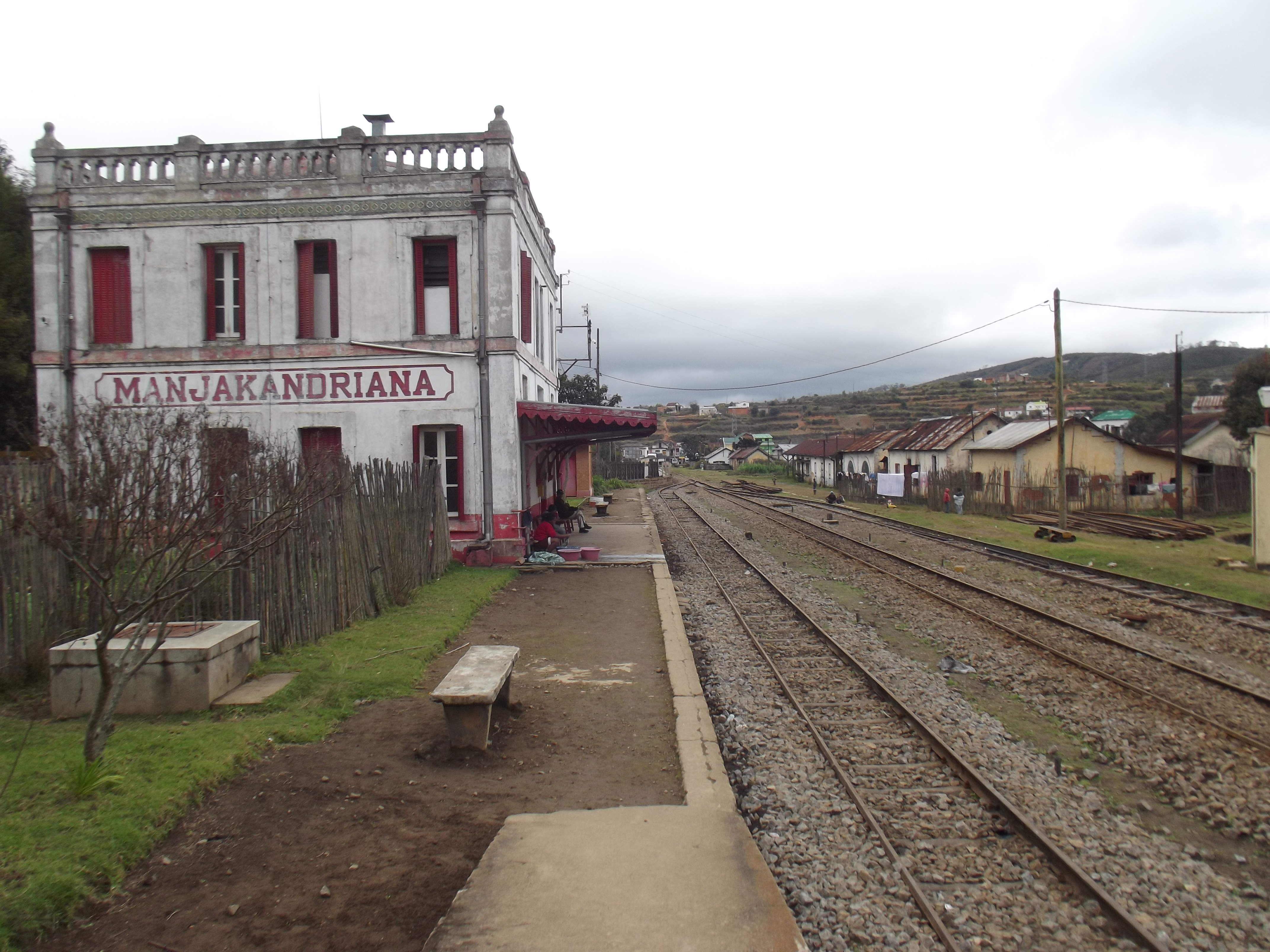
Manjakandriana, Bahnhof und Umgebung (2013)

Manjakandriana ist eine ländlich geprägte Gemeinde in der Region Analamanga in Madagaskar.

## Geografie
Sie befindet sich 47 km von der Hauptstadt Antananarivo entfernt, an der Nationalstraße 2.

## Landwirtschaft
Hauptanbauprodukte sind: Süßkartoffeln, Reis und Maniok.